# 8128 Nicomachus
8128 Nicomachus è un asteroide della fascia principale. Scoperto nel 1967, presenta un'orbita caratterizzata da un semiasse maggiore pari a 3,1248958 UA e da un'eccentricità di 0,1125294, inclinata di 4,13251° rispetto all'eclittica.